# Rabicano

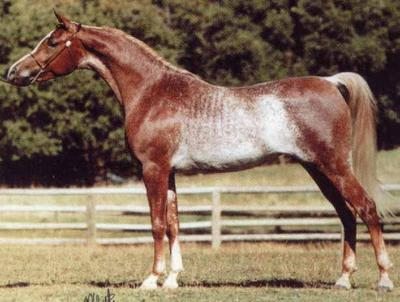
Rabicano på ett fuxfärgat arabiskt fullblod.

Rabicano är en hästfärg som ger en stickelhårig effekt på små koncentrerade områden på hästens kropp. Denna stickelhåriga effekt är oftast mest intensiv vid flankerna och svansroten. 
Rabicano ska inte blandas ihop med stickelhårig, konstantskimmel, tigrerad eller skäck, även om vissa stickelhåriga eller tigrerade hästar kan ha liknande mönster. Men Rabicano-färgade hästar har vita hår i svansen, så kallad "skunk tail" eller "coon tail" och har ibland rosa prickar i huden där de är stickelhåriga vilket visar på att de vita håren kan bero på opigmenterade hudceller. 
Idag är det fortfarande inte helt utforskat om rabicanofärgen och oftast räknas den in som en variant av stickelhårig, konstantskimmel eller som melerad tigrering. 

## Etymologi
Benämningen rabicano härstammar från spanskan och är en sammansättning av orden rabo, som betyder svans, och -cano som betyder vit och som då skulle beskriva en häst med vita hår i svansen. Ordet rabicano finns dokumenterat redan under 1400-talet, bland annat i riddardikten "Orlando Inamorata" (Den förälskade Roland) av den italienska författaren Matteo Maria Boiardo (1441-1494). Argalia och Astolfo, två av karaktärerna i denna dikt rider hästar kallade rabicano. I italien användes dock namnet rabicano för att beskriva en stickelhårig häst. 

## Färgens karaktär

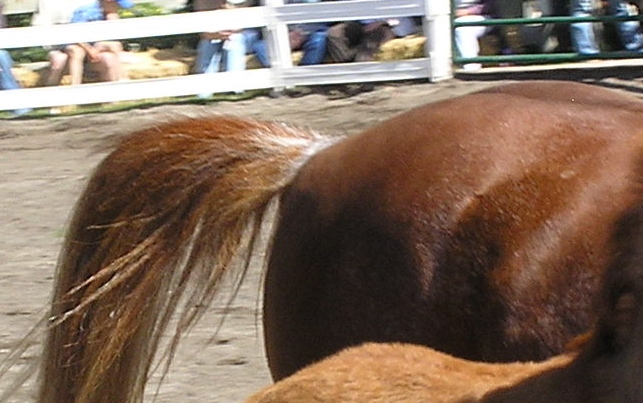
Rabicanofärgen ger vita hårstrån i roten på hästens svans. Detta kallas "skunktail" eller "coontail".

En rabicano-färgad häst visar alltid upp en grundfärg som t.ex. fux, svart, isabell eller brun, men på sidorna av flankerna, sidan av buken och runt bakbenen finns fält av insprängda vita hår i pälsen som ger ett lite marmorerat eller prickigt utseende. Rabicanos förekommer dock oftast på fuxfärgade hästar. En del hästar kan ha mycket vita hår i större fält, medan vissa hästar bara visar upp några få hårstrån, men dessa brukar inte benämnas som varken rabicano eller stickelhåriga. En del hästar kan även få så mycket vita hår att fälten ser helt vita ut, vilket gör att de lätt kan förväxlas med vissa mönster av skäck.   
Den ursprungliga betydelsen av rabicano var en häst som hade vita hår vid basen av svansen. Detta är vanligt på rabicanofärgade hästar och kallas "skunk tail" eller "coon tail". Skunktail benämns ofta om hästen har en tjock slinga i svansen, eller vita hår precis vid roten, medan coontail benämns på hästar som har flera vita slingor, eller ränder av vitt i svansen. På båda dessa är nästan alltid sidorna av svansen vita. 
En del rabicanos kan få tydligare vita mönster i fälten som går över revbenen som gör att de ser randiga ut. Detta ska inte heller blandas ihop med hästfärgen brindle som ger randig päls i två toner av samma färg över hela hästens kropp. 

## Genetik
Det är än idag inte kartlagt exakt vilka gener som ger rabicano, men man tror att dessa gener är dominanta inom vissa familjer eller hingstlinjer. Rabicano har dock dykt upp hos hästraser som i vanliga fall inte har konstantskimmelfärgade invidider. De gener som ger rabicano är dock inte samma som ger hästen vita tecken i ansikte eller på benen, men är däremot länkad till KIT-genen som sägs ge det speciella sabinomönstret hos skäckfärgade hästar, dvs helfärgade hästar med stora vita tecken på ben, ansikte och upp över magen, på samma ställen där rabicano-färgade hästar har sina insprängda vita hår. Även konstantskimmel, stickelhårig och skäckmönstret tobiano är länkade till KIT-genen, men också till TO-genen. Sabinomönstrade hästar visar också ofta upp stickelhåriga partier närmast de vita fälten. Man har även klartlagt genen Sb1, som ger en av varianterna hos sabinoskäckar, och dessa antas även ge vita hästar, därför kan även rabicano härstamma från dessa gener. 

## Rabicano vs Stickelhårig, Konstantskimmel och Tigrerad

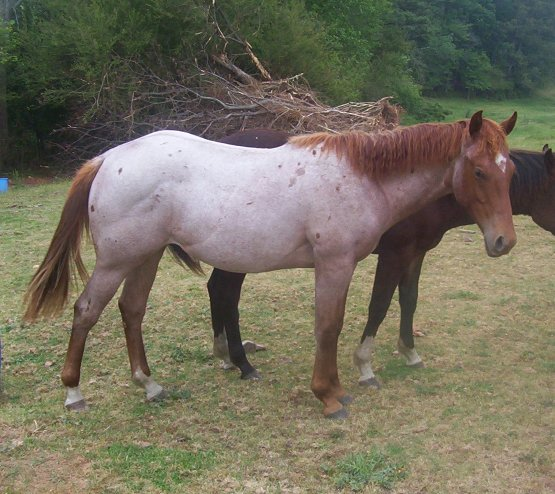
Konstantskimlar som denna rödskimmel har en mer jämn fördelning av de vita stråna över hela kroppen, bortsett från huvudet och benen som är helfärgade, till skillnad från rabicano som bara har vita hårstrån på mindre ställen på kroppen, men i övrigt behåller sin grundfärg.

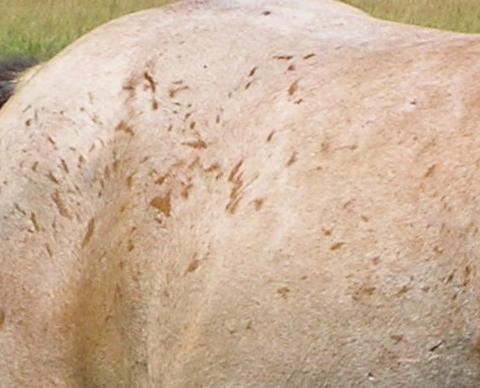
Om skador uppstår i huden på en häst som är stickelhårig eller som här, konstantskimmel, växer pälsen ut och blir konstantfärgad i hästens grundfärg. Detta kallas cornmarks. Detta uppträder inte på rabicanofärgade hästar.

Idag benämns oftast en rabicano som stickelhårig, konstantskimmel eller som tigrerad även om detta egentligen är helt fel. Skillnaden mellan rabicano och andra hästar kan förklaras med följande: 
- De vita håren är koncentrerade till områden hos rabicano, då främst flankerna medan andra hästar har en jämn fördelning av vita hår över hela kroppen, förutom ben och huvud.
- Rabicanos har oftast vita hår i svansen, så kallat "skunk tail", eller "coon tail", vilket inte andra hästar har.
- Hos en rabicano-färgad häst kan de vita partierna bli större och sprida sig över kroppen när hästen blir äldre, medan  hästar som är konstantskimmel oftast blir mörkare.
- Om en konstantskimmel får skador i huden så växer oftast håret ut och blir konstant färgat i hästens grundfärg. Detta kallas "cornmarks". På rabicanofärgade hästar växer även de vita håren ut och lämnar därför inga synliga märken.
- Rabicanofärgade hästar har ibland spräcklig rosa, opigmenterad hud på de ställen där de är prickiga. Stickelhåriga, konstantskimlar och tigrerade hästar har alltid en jämn pigmenterad hud under.
- Rabicanofärgade hästar kan få ett randigt mönster över revbenen i de vita områdena, något som inte uppvisas hos andra hästar.